# Бернандо Аримонди
Бернандо Аримонди (†1287), био је бискуп Ђенове и старешина њене комуне у периоду од 1274 до 1287. године. За време његове владавине Ђенова је постала поморска сила.

## Рат гвелфа и гибелина за град Асти
Његов претходник Гвалтеро је као плаћеник византијског цара Михајла VIII Палеолога 1272. године подигао побуну да би се ослободио власти Краљевства Сицилије, али је умро 1374. године. Бернандо је као његов наследник наставио са побуном. Краљ Сицилије Карло I Анжујски је покушао да инвазијом угуши побуну, али је 12. децембра 1275. године поражен у бици код Рокавиње. Тада су Гибелини завладали северном Италијом, Карло је био приморан да се повуче из Пијемонта. Папа Гргур није био задовољан па је читаву северну Итлију предао светом римском цару Рудолфу I Хабзбуршком. Бернандо је после тога постао Гвелф.

## Рат против Пизе

### Почетак рата
Године 1282. гибелинска Пиза је напала Корзику, а Бернандо јој је 1384. године објавио рат. Још и пре објаве рата дошло је до сукоба. Први сукоб се десио још 1282. године, када су Ђеновљани блокирали Пизанску трговину на реци Арно. После тога 1283. године су се изводине припреме за рат. Пиза је скупила све капетане из моћнијих породица Тоскане, а од њих су само Андреото Сарацено и Алберто Морозини кренули у битку са владарем Пизе, Уголином. Ђеновљани су спремили 120 галија од којих су пола били изнајмљени. У рат је пошло око 16 000 Ђеновљана. Ђеновљани су напали Порто Торес и Сисари на Сардинији. У то време Ђеновљански морнари су победили Пизанске морнаре на путу за Византију. Ђеновљани су блокирали Порто Писано. Бенедето I Закарија, адмирал Ђенове је у Порто Торесу скупио 30 бродова да би опсео Сисари.

### Битка код Мелорије
Бенедету се придружио Корадо Спинола са адмиралом Оберто Дорија. Ђеновљани су се раздвојили на три флоте. На првој линији је било 58 галија, на другој 22 галије, а у позадини 8 бродова (већином изнајмљених). У центру и на првој линији је био је био Оберто, на десном крилу и у позадини Корадо, а на левом крилу и на другој линији Бенедето.
У то време у борбу је полазила и пизанска флота у којој је било 72 галије, али су касније пошли јер је надбискуп Пизе их по Уголиновом наређењу, благослови. Ђеновљани су се у бици код Мелорије и укрцали се на Пизанске бродове. За ову победу је највише био заслужан Бенедето, који је напао Пизу са бока. У борби је погинуло 5 000 пизанских моранара и заробљено око 10.000 њих. У борби је Уголино изгубио око 36 галија, Алберто Морозини је био заробљен, а Уголино се једва извукао. Неки извори тврде да је до пораза пизе дошло због издаје.

### Нови рат против Пизе и смрт
Ђенова, Фиренца и Лука нису дозволили Пизи да се опорави, већ 1286. године поново су напали Пизу да би у њој на власт довели Гвелфе. Уголино их је смирио тако што им је дао по наколико замкова. Одредбама мира сви заробљени морнари Пизе у бици код Мелорије су ослобођени. На самрти 1287. Бернандо је објавио рат Пизи и убрзо после тога је умро.